# إيان دنكن سميث
السير جورج إيان دنكن سميث (وُلد في التاسع من أبريل 1954)، يُشار إليه غالبًا بالأحرف الأولى من اسمه آي دي إس، هو سياسي بريطاني من حزب المحافظين. شغل منصب وزير الدولة للعمل والمعاشات من 2010 حتى 2016، وكان سابقًا قائد حزب المحافظين وقائد المعارضة من 2001 حتى 2003. سميث عضو في البرلمان عن شينغفورد وودفورد غرين، سابقًا شينغفورد، منذ 1992.
سميث هو ابن طيار بطل من سلاح الجو الملكي، وُلد في إدنبرة وترعرع في سوليهول. بعد تعلُّمه في مدرسة إتش إم إس كونوي التدريبية والأكاديمية الملكية العسكرية ساندهرست، خدم سميث في الحرس الإسكتلندي من 1975 حتى 1981، وأجرى جولات استطلاعية في إيرلندا الشمالية وروديسا. انضم إلى حزب المحافظين عام 1981. بعد تنافس فاشل مع برادفورد ويست عام 1987، انتُخب سميث في البرلمان في الانتخابات العامة لعام 1992.
بعد استقالة وليام هيغ، ربح دنكن سميث انتخابات رئاسة حزب المحافظين لعام 2001، ويُعزا هذا الفوز إلى دعم مارغريت تاتشر له لمعتقداته الشكوكية تجاه أوروبا. ومع ذلك، أدرك العديد من أعضاء البرلمان عن حزب المحافظين عدم قدرة دنكن سميث على الفوز في الانتخابات المقبلة، وفي عام 2003 مرروا تصويتًا بحجب الثقة عن قيادته؛ استقال دنكن سميث مباشرةً وخلَفَه مايكل هوارد.
بعد العودة إلى المقاعد الخلفية، أصبح دنكن سميث روائيًا. أسس بعد ذلك مركز العدالة الاجتماعية، وهو مجمع تفكير ذو توجه نحو يمين الوسط، وأصبح رئيس المجموعة السياسية للعدالة الاجتماعية في المركز. في مايو عام 2010، عيّنه رئيس الوزراء آنذاك ديفيد كاميرون ليخدم في الحكومة بصفته وزير الدولة للعمل والمعاشات. استقال من الحكومة في مارس 2016، لمعارضته مقترح المستشار جورج أوزبورن لقطع المعونات عن أصحاب الإعاقة.

## نشأته، الخدمة العسكرية ومسيرته المهنية
ولد دنكن سميث في 9 أبريل 1954 في إدنبرة، وأضاف حرف آي ثاني إلى اسمه لاحقًا في حياته. دنكن سميث هو نجل ويلفريد جورج جيرالد دبليو جي جي دنكن سميث، بطل سلاح الجو الملكي الحاصل على وسام الحرب العالمية الثانية، وباميلا سمرز، راقصة الباليه. تزوج والداه عام 1946. إلين أوشي، جدة جدته من ناحية أمه، وهي امرأة يابانية تعيش في بكين، تزوجت من جد باميلا لأمها، وهو البحار والتاجر الأيرلندي الكابتن سامويل لويس شو. من خلال إلين وسامويل، يرتبط دنكان سميث بمذيع سي بي سي الكندي في زمن الحرب بيتر ستورسبرغ (الذي يسجل كتابه لا عظام غريبة في الصين قصتهما) وابنه، نائب رئيس سي بي سي السابق ريتشارد ستورسبرغ.
تلقى دنكان سميث تعليمه في مدرسة الأسقف غلانسي الثانوية الحديثة، حتى سن 14، ثم في إتش إم إس كونوي، وهي مدرسة تدريب تابعة للبحرية التجارية في جزيرة أنغليسي، حتى بلغ 18 عامًا. هناك، لعب في اتحاد الرجبي في منصب الظهير الطائر إلى جانب كلايف وودوارد في المركز. في عام 1973، أمضى عامًا في الدراسة في جامعة الأجانب في بيروجيا بإيطاليا. التحق بعدها بأكاديمية ساندهيرست العسكرية الملكية وكُلِّف في الحرس الإسكتلندي كملازم ثان في 28 يونيو 1975 برقم شخصي 500263. رُقيَّ إلى رتبة ملازم في الحرس الإسكتلندي في 28 يونيو 1977. خلال خدمته، خدم في أيرلندا الشمالية وروديسيا الجنوبية (زيمبابوي الآن)، حيث كان مساعدًا للواء السير جون آكلاند، قائد قوة مراقبة الكومنولث التي تراقب وقف إطلاق النار أثناء الانتخابات. تقاعد من الجيش في 2 أبريل 1981، وانتقل إلى احتياطي الجيش النظامي من الضباط. توقف عن الانتماء إلى احتياطي الضباط في 29 يونيو 1983.
عمل دنكان سميث في جي إي سي ماركوني في الثمانينيات والتحق بكلية موظفي الشركة دنشيرش للإدارة. لم يحصل على أي مؤهلات في دنشيرش وأكمل ست دورات منفصلة استمرت كل منها بضعة أيام، ما أدى إلى ما يقرب من شهر في المجموع.

## مناصب
تولى منصب عضو برلمان المملكة المتحدة الـ57 (منذ 8 يونيو 2017)
- عضو برلمان المملكة المتحدة الـ56 (8 مايو 2015–3 مايو 2017)[15]
- وزير الدولة لشؤون العمل والمعاشات  [لغات أخرى]‏ (12 مايو 2010–18 مارس 2016)
- عضو برلمان المملكة المتحدة الـ55 (6 مايو 2010–30 مارس 2015)[15]
- عضو برلمان المملكة المتحدة الـ54 (5 مايو 2005–12 أبريل 2010)[15]
- زعيم المعارضة (13 سبتمبر 2001–6 نوفمبر 2003)
- عضو برلمان المملكة المتحدة الـ53 (7 يونيو 2001–11 أبريل 2005)[15]
- وزير ظل الدولة لشؤون الدفاع  [لغات أخرى]‏ (15 يونيو 1999–13 سبتمبر 2001)
- وزير دولة - ظل - للعمل والمعاشات  [لغات أخرى]‏ (2 يونيو 1997–15 يونيو 1999)
- عضو البرلمان الثاني والخمسون للمملكة المتحدة (1 مايو 1997–14 مايو 2001)[15]
- عضو البرلمان الحادي والخمسون للمملكة المتحدة (9 أبريل 1992–8 أبريل 1997)[15]
- عضو مجلس الشورى البريطاني..

## التعليم
تعلم في أكاديمية ساندهيرست العسكرية الملكية.

## الخدمة العسكرية
خدم في الجيش البريطاني.

## روابط خارجية
- إيان دنكن سميث على موقع الموسوعة البريطانية (الإنجليزية)
- إيان دنكن سميث على موقع مونزينجر (الألمانية)
- إيان دنكن سميث على موقع ميوزك برينز (الإنجليزية)
- إيان دنكن سميث على موقع إن إن دي بي (الإنجليزية)